# Loxilobus saigonensis
Loxilobus saigonensis är en insektsart som beskrevs av Günther, K. 1938. Loxilobus saigonensis ingår i släktet Loxilobus och familjen torngräshoppor. Inga underarter finns listade i Catalogue of Life.